# Shawn Weatherly

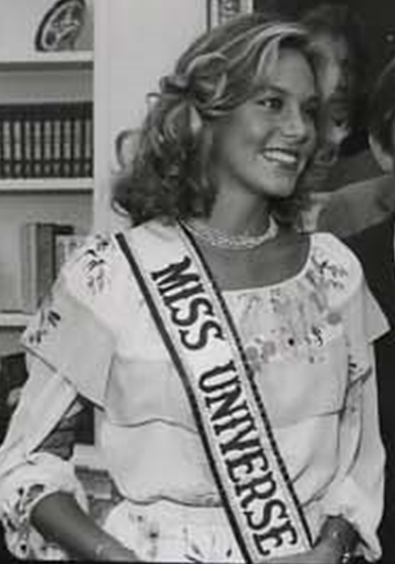
Shawn Weatherly (1981)

Shawn Weatherly (* 24. Juli 1959 in Sumter, South Carolina) ist eine US-amerikanische Schauspielerin und Schönheitskönigin.
Weatherly gewann im Jahr 1979 die Wahl zur Miss South Carolina und vertrat ihren Bundesstaat bei der Wahl zur Miss USA 1980. Sie ging als Siegerin dieser Schönheitskonkurrenz hervor und wurde noch im selben Jahr in Seoul (Südkorea) zur Miss Universe gekürt.
Der breiteren Öffentlichkeit bekannt wurde Weatherly durch ihre Tätigkeit als Schauspielerin in der US-Serie Baywatch – Die Rettungsschwimmer von Malibu, in der sie in der ersten Staffel die Rettungsschwimmerin Jill Riley spielte. Zuvor hatte sie schon in Police Academy 3 – … und keiner kann sie bremsen eine größere Rolle übernommen. Auch in Amityville – Face of Terror, dem sechsten Teil der Amityville-Horror-Filmreihe, spielte sie eine Hauptrolle.

## Filmografie (Auswahl)
- 1983: Ein Duke kommt selten allein (The Dukes of Hazzard, Fernsehserie, eine Folge)
- 1983: Das A-Team (The A-Team, Fernsehserie, eine Folge)
- 1983: Happy Days (Fernsehserie, eine Folge)
- 1983: T. J. Hooker (Fernsehserie)
- 1983: Lotterie (Lottery!, Fernsehserie, eine Folge)
- 1984: Shaping Up (Fernsehserie)
- 1984: Auf dem Highway ist wieder die Hölle los (Cannonball Run II)
- 1985: Hunter (Fernsehserie, eine Folge)
- 1986: Police Academy 3 – … und keiner kann sie bremsen (Police Academy 3: Back in Training)
- 1987: Mein lieber Biber (Still the Beaver / The New Leave it to Beaver, Fernsehserie, eine Folge)
- 1987: Matlock (Fernsehserie, eine Folge)
- 1987–1988: J.J. Starbuck (Fernsehserie)
- 1989: Mind Games
- 1989: Baywatch – Die Rettungsschwimmer von Malibu (Baywatch, Fernsehserie, Staffel 1)
- 1989: Shadowzone
- 1992: Amityville – Face of Terror (Amityville 1992: It’s About Time)
- 1998: Dancer, Texas
- 1999: Five Aces
- 1999: Chicago Hope: Endstation Hoffnung (Chicago Hope, Fernsehserie, eine Folge)
- 2000: V.I.P. – Die Bodyguards (V.I.P. Fernsehserie, eine Folge)
- 2010: Cold Case – Kein Opfer ist je vergessen (Cold Case, Fernsehserie, eine Folge)
- 2014: Love in the Time of Monsters